# 堀部金丸

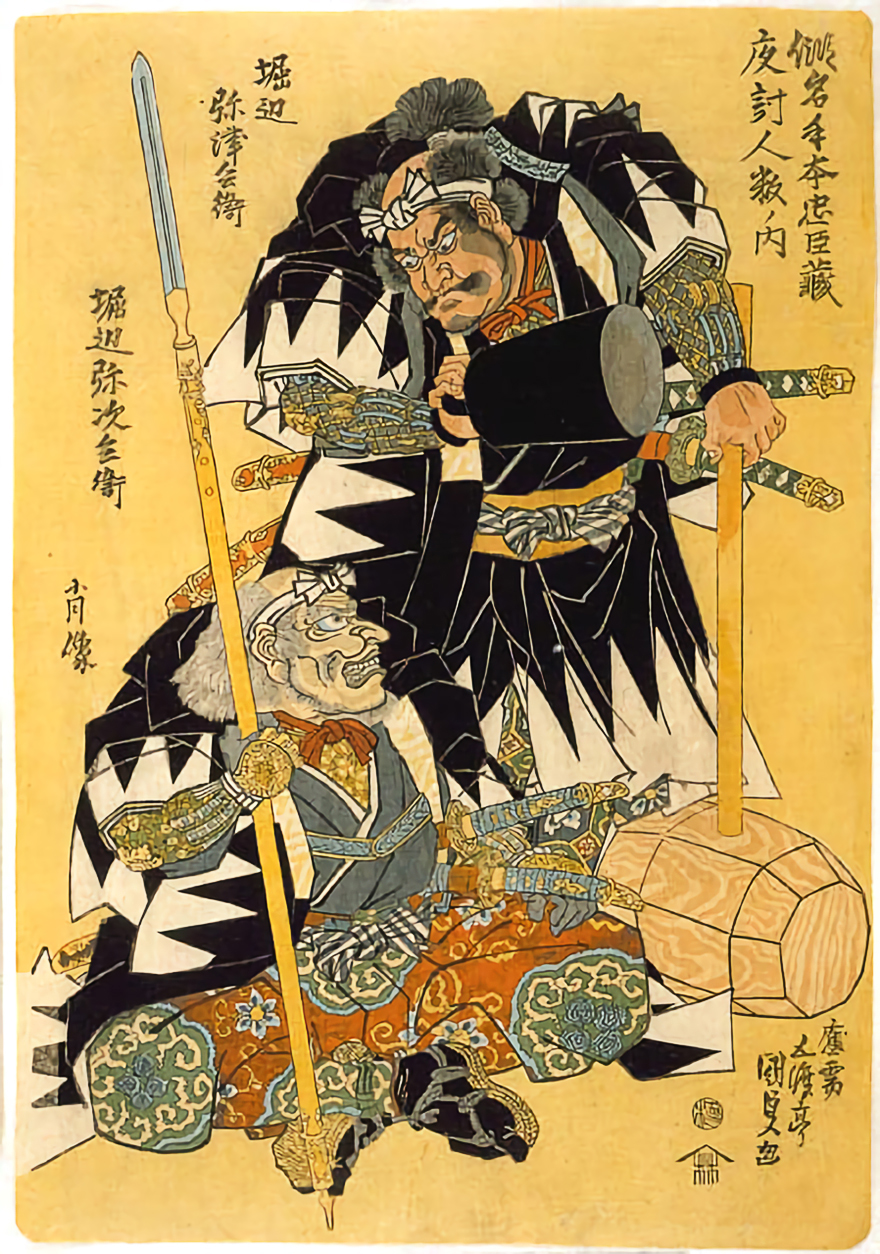
忠臣蔵：堀部弥兵衛と堀部安兵衛 歌川国貞作

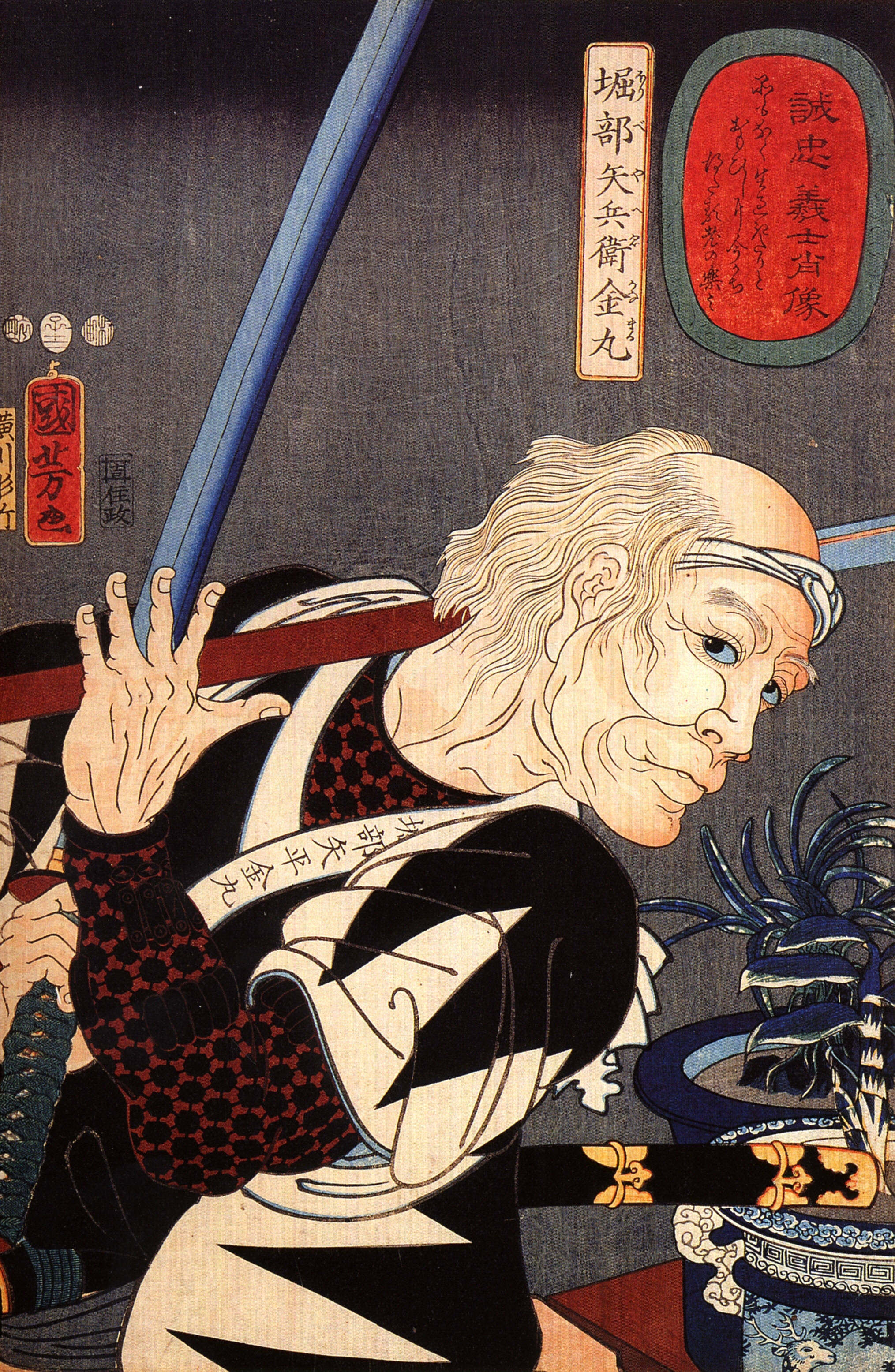
『誠忠 義士肖像』より「堀部矢兵衛金丸」 歌川国芳作

堀部 金丸（ほりべ かなまる（あきざね）、寛永4年（1627年）-元禄16年2月4日（1703年3月20日））は、江戸時代前期の武士。赤穂浪士四十七士の一人。通称は弥兵衛（やへえ/やひょうえ）。堀部勝綱の子。本姓は源氏（近江源氏）。家紋は四ツ目結二ツ。

## 生涯

### 出自・家系
寛永4年（1627年）、浅野長重の家臣・堀部綱勝の子として常陸国笠間に生まれる。母は不詳。
堀部家は祖父・助左衛門以来、浅野家に仕える譜代の臣下の家である。幼少の時に父が死去したため、若年より播磨国赤穂藩士として浅野長直、長友、長矩の3代に仕え、祐筆を経て江戸留守居となり300石を知行した。
妻に山田氏の女、後妻として忠見氏の女・わかを迎えており、先妻の山田氏の女との間には弥一兵衛ときちの一男一女をもうけた。ところが、元禄5年（1692年）12月に長男・弥一兵衛が男色関係のもつれから妻の縁戚の本多喜平次に殺され（本多は金丸が討ち取ったという）、後妻わかの弟・忠見政常の次男・堀部言真を養子に迎えたが、藩主・浅野長矩から却下されたため、赤穂藩の家禄を相続させる養子とすることはできなかった。

### 堀部武庸の婿入り
元禄7年（1694年）、高田馬場の決闘で活躍した浪人・中山安兵衛（堀部武庸）を見込み、娘・きちと娶わせ婿養子に迎える。この養子縁組は長矩も許可し、金丸は隠居（隠居料20石）して、代わりに安兵衛が家督を継いで長矩に仕えることになった。
元禄14年（1701年）3月14日、長矩が江戸城松之大廊下で吉良義央に刃傷に及び、即日切腹、赤穂浅野家は改易となった。金丸は藩邸を引き払い馬淵一郎右衛門、本所にある越前松平家の家老・本多長員屋敷内に住居を持つ江戸常府の本多家次席留守居・忠見政常宅に仮住まいした後、両国橋の西にある矢之御蔵跡地にできた米沢町の二階建ての長屋に引っ越した。

### 元禄赤穂事件
金丸は婿養子の武庸とともに仇討ちを主張する急進派の中心となった。元禄15年（1702年）、大石良雄は仇討ちを決定して江戸に下り、金丸は「浅野内匠家来口上書」の草案を書いた。討ち入りの前夜、討ち入り参加者は金丸宅に立ち寄ってからそれぞれの集合場所に行くことになった。なお、吉田兼亮らは金丸宅を辞してから本所林町五丁目に武庸が借りていた相宅に行く途中、両国橋の東の竪川の川岸にある「亀田屋」という茶屋（遊女屋）に寄り、最後の宴を催した。なお、そのときにでた蕎麦のことから、「討ち入り前に蕎麦屋の二階に集合した」という話が創作されたといわれる。
12月15日未明、大石ら47人の赤穂浪士は吉良義央の屋敷に討ち入る。金丸は表門隊に属していたが、自宅から出て遅れて東門前に到着した。高齢のため、梯子を使って屋根に上るにも連れてきた家僕の助けを借りたという。討ち入り後は、武庸の従兄（佐藤条衛門）に付き添われて両国橋前の広場まで行き、そこからは泉岳寺まで籠に乗って行った。泉岳寺からお預け先の細川綱利屋敷に行く予定が変更になり、大目付の仙石久尚屋敷まで行ってそこから細川屋敷に行った。両行程とも金丸は籠に乗って行った。
元禄16年（1703年）2月4日、江戸幕府の命により、切腹した。享年77。戒名は、刃毛知劔信士。同志のうち最年長者だった。

## 後史
現在、赤穂浪士達が切腹した場は、平成10年（1998年）に東京都港区教育委員会によって設置された「大石良雄外十六人忠烈の跡」石碑などがあり、東京都と中央義士会により保存されている。
また、細川家で浪士の世話を行った堀内伝右衛門が書いた『赤穂義臣対話』・『堀内伝右衛門覚書』には、赤穂浪士は主君の浅野長矩と同じ、泉岳寺に葬られたと書かれており、その記述の通り、赤穂浪士の墓は現在も泉岳寺にある。
そして、赤穂浪士達が切腹した後、浪士達の世話をしていた細川家の堀内伝右衛門は浪士達の遺髪を貰い受け、自身の知行地である杉村(熊本県山鹿市)に持ち帰り、堀内家の菩提寺である日輪寺に遺髪塔を建立している。こうした縁から、山鹿市や日輪寺では毎年2月4日に、赤穂浪士の供養と義士まつりが行なわれていた。「蕎麦振る舞い」などの行事があったが、現在は終了している。
なお、細川家では堀部金丸・堀部武庸の切腹後、堀部家を継いだ堀部言真（文五郎）が召し抱えられ、堀部家はそれ以降、代々、細川家に仕えて、明治維新を迎えている（ただし元々、熊本藩士だった堀部清矩の子・堀部言芳を言真の養子に迎えたため、血筋では金丸・武庸の子孫ではなくなっている）。そして、明治以降の堀部家（熊本堀部四流のうち文五郎家）には、明治27年（1894年）に第九国立銀行の頭取となった堀部直臣などがいる。